# Richard John Cartwright

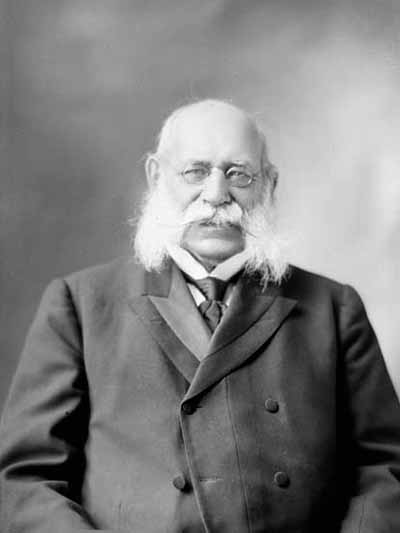
Sir Richard John Cartwright (Fotografie von William James Topley, Dezember 1908)

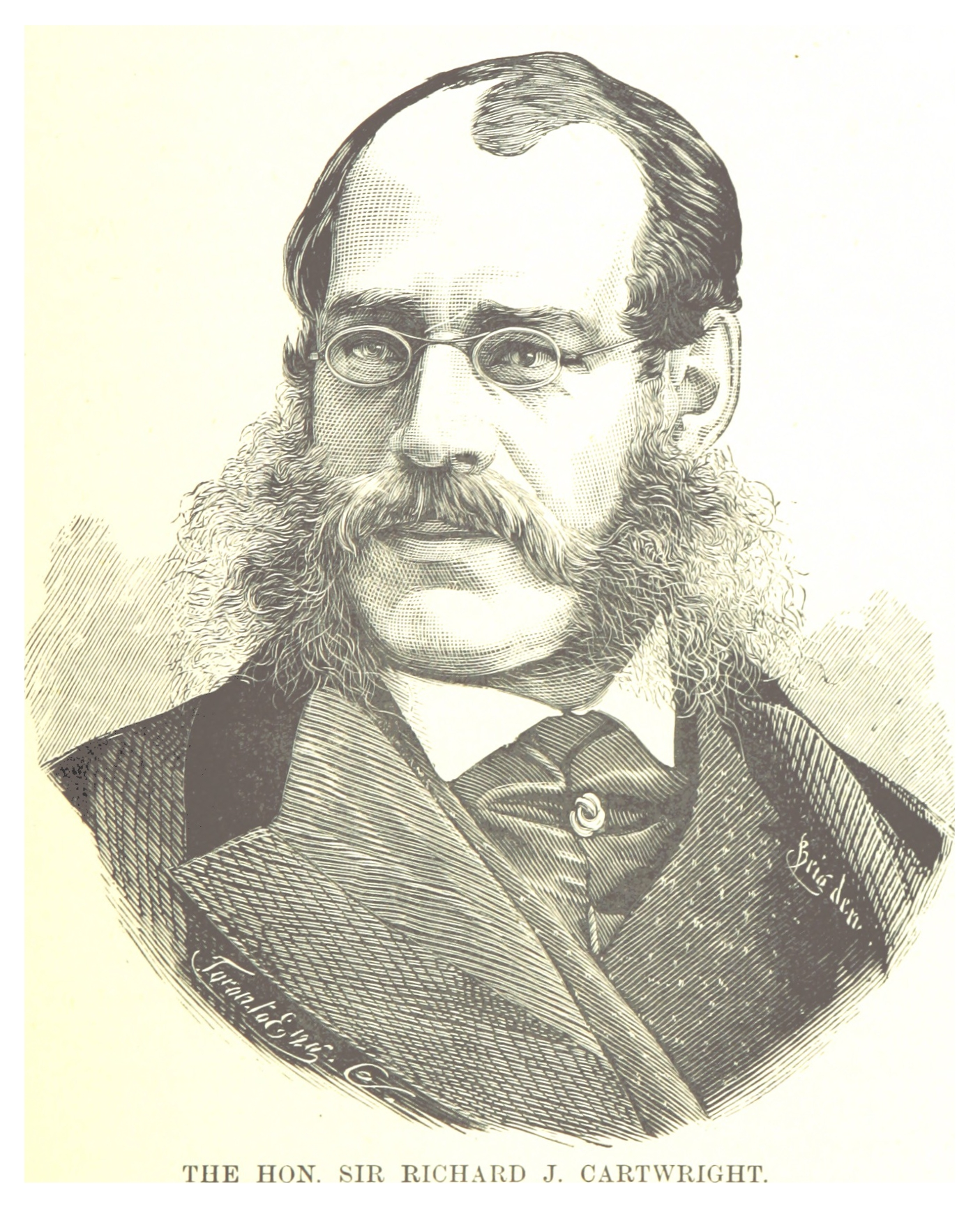
Sir Richard John Cartwright (1881)

Sir Richard John Cartwright, GCMG, PC (* 4. Dezember 1835 in Kingston, Oberkanada, heute: Ontario; † 4. September 1912 ebenda) war ein kanadischer Politiker der Liberalen Partei Kanadas, der unter anderem zwischen 1867 und 1904 mit kurzen Unterbrechungen Mitglied des Unterhauses war. Im 2. Kabinett Kanadas bekleidete er von 1873 bis 1878 das Amt des Finanzministers sowie im 8. Kabinett zwischen 1896 und 1911 den Posten als Minister für Handel und Gewerbe. 1904 wurde er Bundessenator für Ontario und gehörte diesem bis zu seinem Tode 1912 an. Er war damit mehr als 43 Jahre lang Mitglied des Parlaments von Kanada.

## Leben
Richard John Cartwright, der als Bankier, Autor und Geschäftsmann tätig war, wurde bereits bei der ersten Unterhauswahl am 7. August 1867 im Wahlkreis Lennox mit 1268 Stimmen für die Liberale Partei Kanadas erstmals zum Mitglied des Unterhauses gewählt und vertrat diesen Wahlkreis nach seinen Wiederwahlen bei den Unterhauswahlen am 20. Juli 1872 mit 1224 Stimmen sowie am 22. Januar 1874 per Akklamation bis zu seiner Niederlage bei der Unterhauswahl am 17. September 1878, als er mit 1299 Wählerstimmen seinem Herausforderer Edmund John Glyn Hooper von der Liberal-konservativen Partei unterlag, auf den 1358 Stimmen entfielen. Er übernahm am 7. November 1873 im 2. Kabinett Kanadas von Premierminister Alexander Mackenzie den Posten als Finanzminister und bekleidete dieses Amt bis zum Ende der Amtszeit des zweiten Kabinetts am 8. Oktober 1878. Aufgrund seiner Ernennung zum Minister wurde er am 3. Dezember 1878 in einer Nachwahl im Wahlkreis Lennox per Akklamation formell als Mitglied des Unterhauses bestätigt.
Nach dem Rücktritt von Horace Horton wurde Cartwright bei der dadurch notwendigen Nachwahl im Wahlkreis Huron Centre am 2. November 1878 mit 2002 Stimmen bereits wieder zum Mitglied des Unterhauses gewählt und vertrat den Wahlkreis bis zu dessen Auflösung zur Unterhauswahl am 20. Juni 1882. Für seine Verdienste wurde er am 24. Mai 1879 als Knight Commander des Order of St Michael and St George (KCMG) nobilitiert, wodurch er fortan das Prädikat „Sir“ führte. Bei der Unterhauswahl am 20. Juni 1882 kandidierte er im Wahlkreis Wellington Centre, unterlag allerdings mit 2056 Stimmen dem Wahlkreisinhaber der Liberal-konservativen Partei, George Turner Orton, auf den 2208 Wählerstimmen entfielen. Nach dem Rücktritt von John McMillan im Dezember 1883 wurde er bei der Nachwahl am 10. Dezember 1883 im Wahlkreis Huron South per Akklamation zum Mitglied des Unterhauses gewählt und vertrat den Wahlkreis bis zur Unterhauswahl am 22. September 1887, woraufhin John McMillan diesen Wahlkreis wieder übernahm. Bei der Unterhauswahl am 22. September 1887 wurde er als Nachfolger seines Parteifreundes Archibald Harley im Wahlkreis Oxford South mit 2099 Stimmen wieder zum Mitglied des Unterhauses gewählt und vertrat diesen Wahlkreis nach seinen Wiederwahlen bei den Unterhauswahlen am 5. März 1891 mit 2021 Stimmen, am 23. Juni 1896 mit 2347 Wählerstimmen und am 7. November 1900 mit 2042 Stimmen bis zu seinem Mandatsverzicht am 30. September 1904, woraufhin sein Parteifreund Malcolm Smith Schell den Wahlkreis Oxford South übernahm. Während seiner Parlamentszugehörigkeit war er Mitglied verschiedener Ständiger Ausschüsse des Unterhauses.
Im 8. Kabinett Kanadas von Premierminister Wilfrid Laurier übernahm er am 11. Juli 1896 den Posten als Minister für Handel und Gewerbe und bekleidete dieses Amt bis zum Ende der Amtszeit des achten Kabinetts am 6. Oktober 1911. Da er wegen der Übernahme des Ministeramtes zunächst aus dem Unterhaushaus ausscheiden musste, wurde er am 30. Juli 1896 in einer Nachwahl im Wahlkreis Oxford South per Akklamation formell wieder zum Mitglied des Unterhauses gewählt. Am 22. Juni 1897 wurde er für seine Verdienste zum Knight Grand Cross des Order of St Michael and St George (GCMG) erhoben.
Nach seinem Ausscheiden aus dem Unterhaus wurde er am 30. September 1904 auf Vorschlag von Premierminister Laurier für die Liberale Partei zum Bundessenator für Ontario ernannt und vertrat in diesem bis zu seinem Tode am 24. September 1912 die Division Oxford. Er fungierte zwischen 1909 und 1911 im achten Kabinett noch als Vorsitzender der Fraktion der Regierungspartei im Senat sowie im Anschluss zwischen dem Oktober 1911 und seinem Tode am 24. September 1912 Oppositionsführer im Senat. Daneben war er in der zwölften Legislaturperiode von Oktober 1911 bis zu seinem Tode zudem Mitglied der Ständigen Ausschüsse für Banken und Gewerbe sowie für Eisenbahnen, Telegrafie und Häfen und ferner des Gemeinsamen Ständigen Ausschusses für die Parlamentsbibliothek. Er war mehr als 43 Jahre lang Mitglied des Parlaments von Kanada.